# 서울동교초등학교
서울동교초등학교는 대한민국 서울특별시 마포구 망원동에 있는 공립 초등학교이다.

## 학교 연혁
- 1974년 9월 1일: 서울동교국민학교 설립인가
- 1975년 4월 18일: 개교식
- 1996년 3월 1일: 서울동교초등학교로 개명
- 2024년 9월 1일: 개교 50주년

## 참고 자료
- 서울동교초등학교 - 한국교육학술정보원 학교알리미